# 郡上市立牛道小学校
郡上市立牛道小学校 （ぐじょうしりつ うしみちしょうがっこう）は、岐阜県郡上市にある公立小学校。

## 通学区域
- 通学区域は白鳥町野添、白鳥町六ノ里、白鳥町中西、白鳥町阿多岐、白鳥町恩地である。公立中学校の進学先は郡上市立白鳥中学校である[1]。

## 沿革
- 1873年（明治6年） - 中西小学校が開校。陰地村、中西村の児童が通学する。
- 1875年（明治8年） - 中西村と阿多岐村が合併し、西多村が発足。
- 1880年（明治13年） - 西多村字東条に新築移転。
- 1886年（明治19年） - 下西多簡易科小学校に改称する。
- 1893年（明治26年） - 
  - 下西多簡易科小学校、六ノ里簡易科小学校、上西多簡易科小学校が合併し、東条尋常小学校となる。本校は旧・下西多簡易科小学校とし、六ノ里分校、上西多分校を設置。
  - 野添村に野添尋常小学校が開校する。
- 1897年（明治30年）4月1日 - 野添村、六ノ里村、陰地村、西多村、那留村が合併し、牛道村発足。
- 1898年（明治31年） - 六ノ里分校、上西多分校が分立。それぞれ六ノ里尋常小学校、上西多尋常小学校となる。
- 1901年（明治34年） - 牛道尋常高等小学校に改称する。
- 1907年（明治40年）
  - 3月 - 現在地に新築移転。
  - 4月 - 野添尋常小学校を統合する。
- 1908年（明治41年） - 六ノ里尋常小学校、上西多尋常小学校、那留尋常小学校が牛道尋常高等小学校統合される。統合された学校は分教場（六ノ里分教場、阿多岐分教場、那留分教場）となる。
- 1941年（昭和16年）4月1日 - 牛道国民学校に改称する。
- 1947年（昭和22年）4月1日 - 牛道村立牛道小学校に改称する。
- 1956年（昭和31年）4月1日 - 白鳥町、牛道村、北濃村と合併し、白鳥町が発足。同時に白鳥町立牛道小学校に改称する。
- 1960年（昭和35年）4月 - 那留分校が白鳥町立牛道第二小学校として分立する。
- 1980年（昭和55年） - 本校の新校舎（鉄筋コンクリート造）、屋内運動場が完成。
- 1982年（昭和57年）3月 - 六ノ里分校、阿多岐分校を廃止。
- 2004年（平成16年）3月1日 - 八幡町、大和町、白鳥町、高鷲村、美並村、和良村、明宝村が合併し、郡上市が発足。同時に郡上市立牛道小学校に改称する。